# رزیدنت ایول (مجموعه تلویزیونی)
رزیدنت ایول (انگلیسی: Resident Evil) یک مجموعه تلویزیونی آمریکایی در ژانر ترسناک است که توسط اندرو دب برای نتفلیکس ساخته شده‌است. این مجموعه با الهام از سری بازی ویدئویی به همین نام اثر شرکت کپ‌کام ساخته شده‌است، و دومین اقتباس تلویزیونی این فرنچایز پس از مینی‌سریال پویانمایی تاریکی بی‌انتها (۲۰۲۱) محسوب می‌شود.
رزیدنت ایول در تاریخ ۱۴ ژوئیه ۲۰۲۲، به تعداد ۸ قسمت به نمایش درآمد، و با واکنش‌های متوسطی از سوی منتقدان و نقدهای منفی از سوی مخاطبان همراه بود. در ۲۶ اوت ۲۰۲۲، نتفلیکس ساخت مجموعه را پس از یک فصل متوقف کرد.

## داستان
داستان این مجموعه در دو بازه زمانی می‌باشد. در بازه اول جید و بیلی وسکر به شهر جدید راکون سیتی می‌روند تا به قسمت تاریک زندگی پدر خود پی ببرند و بازه زمانی دوم مربوط به اتفاقات واقع شده در آینده است، جایی که فقط ۱۵ میلیون انسان باقی مانده‌اند و بقیه انسان‌ها و حیوانات به ویروس‌هایی مبتلا شده‌است. هم‌اکنون جید وسکر سی ساله است و به دنبال راهی برای نجات خود در این جهان است.